# إدوارد روزنباوم
إدوارد روزنباوم (بالإنجليزية: Edward Rosenbaum)‏ هو طبيب أمريكي، ولد في 14 مايو 1915 في أوماها في الولايات المتحدة، وتوفي في 31 مايو 2009.